# Municipio de Lewis (Ohio)
El municipio de Lewis (en inglés: Lewis Township) es un municipio ubicado en el condado de Brown en el estado estadounidense de Ohio. En el año 2010 tenía una población de 2697 habitantes y una densidad poblacional de 24,11 personas por km².

## Geografía
El municipio de Lewis se encuentra ubicado en las coordenadas 38°49′57″N 83°59′30″O / 38.83250, -83.99167. Según la Oficina del Censo de los Estados Unidos, el municipio tiene una superficie total de 111.88 km², de la cual 110,33 km² corresponden a tierra firme y (1,39 %) 1,55 km² es agua.

## Demografía
Según el censo de 2010, había 2697 personas residiendo en el municipio de Lewis. La densidad de población era de 24,11 hab./km². De los 2697 habitantes, el municipio de Lewis estaba compuesto por el 98,41 % blancos, el 0,41 % eran afroamericanos, el 0,07 % eran amerindios, el 0,3 % eran asiáticos, el 0,22 % eran de otras razas y el 0,59 % eran de una mezcla de razas. Del total de la población el 0,37 % eran hispanos o latinos de cualquier raza.